# Eustroma atrifasciata
Eustroma atrifasciata är en fjärilsart som beskrevs av George Duryea Hulst 1888. Eustroma atrifasciata ingår i släktet Eustroma och familjen mätare. Inga underarter finns listade i Catalogue of Life.